# Mixaderus dilatitarsis
Mixaderus dilatitarsis is een keversoort uit de familie schijnsnoerhalskevers (Aderidae). De wetenschappelijke naam van de soort werd in 1929 gepubliceerd door Maurice Pic.